# Östliche Hufeisennase

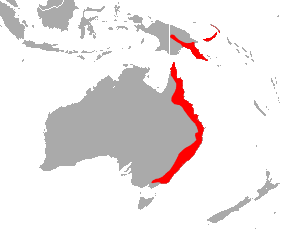
Verbreitungsgebiet der Östlichen Hufeisennase

Die Östliche Hufeisennase (Rhinolophus megaphyllus) ist ein in der Region Australis verbreitetes Fledertier in der Gattung der Hufeisennasen. Genetische Studien lassen vermuten, dass die Art eng mit der Philippinen-Hufeisennase (Rhinolophus philippinensis) verwandt ist. Das Typusexemplar stammt aus dem Umfeld des Flusses Murrumbidgee River im Grenzbereich der Bundesstaaten New South Wales und Victoria in Australien.

## Merkmale
Diese kleine Fledermaus erreicht eine Kopf-Rumpf-Länge von 43 bis 55 mm, eine Schwanzlänge von 19 bis 30 mm und ein Gewicht von 6,5 bis 12 g. Es sind 42 bis 60 mm lange Unterarme, Hinterfüße von 9 bis 13 mm Länge und 16 bis 20 mm lange Ohren vorhanden. Typisch sind winzige Augen und ein hufeisenförmiges Nasenblatt, das mittig rosa und an den Kanten grau ist. Das graubraune Fell der Oberseite wird zur Unterseite hin heller. Populationen in Queensland haben gelegentlich rotbraunes oder orangebraunes Fell.

## Verbreitung
Die Östliche Hufeisennase lebt auf dem Bismarck-Archipel, im Osten von Neuguinea sowie in einem breiten Streifen entlang Australiens Ostküste von der Kap-York-Halbinsel bis nahe Melbourne in Victoria. Sie hält sich im Flachland und in Gebirgen bis 1600 Meter Höhe auf. Die Individuen bevorzugen feuchte dichte Wälder, doch sie sind auch in trockenen offenen Wäldern, in Plantagen und Gärten zu finden.

## Lebensweise
Eine Gruppe mit etwa 50 Mitgliedern ruht am Tage in Höhlen oder ähnlichen Verstecken, wie Tunnel oder Bergwerksstollen. Selten bilden sich Kolonien mit bis zu 5000 Exemplaren. Soweit bekannt wohnen Männchen gern das ganze Leben in derselben Höhle. Weibchen suchen für die Geburt der Nachkommen eigene Verstecke auf. Die Östliche Hufeisennase fängt verschiedene Insekten und Spinnentiere im Flug oder pflückt sie von Gewächsen. Dabei flattert sie langsam mit vielen Wendungen. Mithilfe des Nasenblatts empfängt die Fledermaus die Reflexion ihrer Rufe zur Echoortung. Oft wird die Beute vor dem Verzehr zu einem sicheren Platz getragen. Südliche Populationen nehmen in der kalten Jahreszeit einen Starrezustand (Torpor) ein.
Die Männchen entwickeln vor der Begattung einen größeren Vorrat an Samenflüssigkeit. Nach der Paarung fliegen Weibchen im Frühjahr zu ihrem eigenen Versteck und bringen dort ein Junges pro Wurf zur Welt. Dieses erhält acht Wochen bis zum Januar (Südsommer) Muttermilch.

## Gefährdung
Verschiedene Populationen werden durch Störungen am Ruheplatz beeinträchtigt. Auch die Entfernung des Bewuchses im Umfeld der Höhlen kann sich negativ auswirken. Die Art kommt in geeigneten Habitaten häufig vor und es wurden mehrere Schutzzonen eingerichtet. Die IUCN listet die Östliche Hufeisennase als nicht gefährdet (least concern).